# Заварное тесто

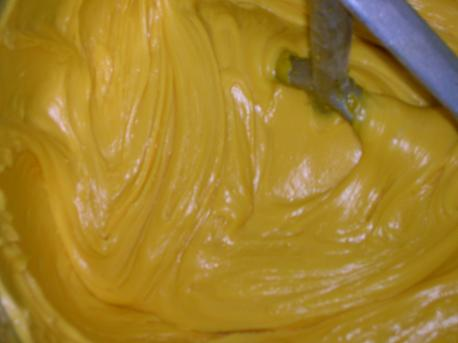
Заварное тесто

Заварно́е те́сто — тесто, мука для которого частично или полностью заваривается кипятком. При таком способе обработки муки содержащийся в ней крахмал клейстеризуется и удерживает большее количество воды, чем обычно. Клейковина при этом уплотняется и во время выпекания не даёт парам воды выйти наружу, поэтому внутри теста образуются пустоты.
Заварное тесто для мучных кондитерских изделий приготавливается без сахара, имеет пресный вкус и разнообразное применение. Такое тесто приготавливается без каких-либо разрыхлителей. Особенность заварного теста из пшеничной муки и заварных полуфабрикатов — наличие пустот, полостей внутри изделий, которые затем могут заполняться кремом или другой начинкой. Полости образуются вследствие интенсивного парообразования при выпечке изделий из теста с довольно высокой влажностью (53 %). Плотная корочка на поверхности изделий не пропускает пары воды, под давлением которых и увеличивается объём полостей. Для заварного теста используют муку со средним содержанием клейковины (28—36 %). Из муки с небольшим количеством белков получаются изделия с плохим подъёмом.Среди распространённых изделий из заварного пшеничного теста — эклеры, шукеты и профитроли.
Заварка в промышленном хлебопечении — различные смеси муки, заливаемой кипящей водой для клейстеризации крахмала. В заварку могут добавляться сахар, солод, дрожжи, термофильные закваски, ферментные препараты для различных видов хлебопекарных изделий. Заварку в процессе приготовления охлаждают и поэтапно вносят при замесе теста. Применяется при выпечке различных сортов хлеба из ржаной муки и ржано-пшеничных смесей, например для сорта «бородинский».
Кроме того, из заварного теста готовят вареники, пельмени, манты, чебуреки, некоторые виды лепёшек, пирогов. Такое тесто отличается эластичностью и податливостью.